# Burg Kaltental
Die Burg Kaltental, auch Kaltenthal und Kaltindal genannt, ist eine abgegangene Höhenburg auf einer Hügelkuppe an der Stelle der katholischen St.-Antonius-Kirche in der Burgstraße 25 des Stadtteils Kaltental der Landeshauptstadt Stuttgart in Baden-Württemberg.

## Geschichte

### Ursprung
Burg Kaltental wurde mutmaßlich vom Ortsadel als Rechtsnachfolger der Burg Möhringen erbaut. 1125 wurden mit Engelbold von Kaltental und seinen Söhnen Ruggerus und Sigebold erstmals Herren von Kaltental und in diesem Zusammenhang auch die Burg urkundlich erwähnt. Um die Burg entwickelten sich ursprünglich drei Siedlungen namens Unterweiler, Oberweiler und Schlossberg. Aus diesen entwickelte sich der heutige Stuttgarter Stadtteil Kaltental.

### Burggrafschaft Kaltental
Bei der Burggrafschaft Kaltental mit Sitz auf der namensgebenden Burg handelte es sich wahrscheinlich um ein Lehen der Grafen von Württemberg. Eine erste Erwähnung fand das Burggrafenamt im Jahr 1278 bei der Verleihung des Lehens Aldingen an Burggraf Walter von Kaltental und seine Söhne. Der genaue Umfang der Burggrafschaft ist nicht bekannt, mutmaßlich umfasste sie aber auch die damalige Stadt Stuttgart und diente vor allem zum Schutz des Nesenbachtals. Zugleich waren die kaltentalischen Burggrafen ab 1278 aufgrund der Herrschaft Aldingen auch Lehensleute der Grafen von Asperg, einer Seitenlinie der Pfalzgrafen von Tübingen. 1308 ging aber auch dieses Lehen auf Württemberg über.
1281 wurde Burg Kaltental erwähnt, als sie von Esslinger Bürgern und ihren Verbündeten belagert wurde. Burggraf Walter von Kaltental konnte die Burg halten, bis ihm württembergische Truppen zu Hilfe kamen. 1318 verkauften Burggraf Johann (II.) und seine Brüder die zu diesem Zeitpunkt möglicherweise in Folge des Reichskrieges von 1311/1312 teilweise zerstörte Burg samt Zugehörungen und Untertanen und zogen sich auf ihren Besitz in Aldingen zurück. Neuer Besitzer von Burg Kaltental war Graf Eberhardt der Erlauchte. Auch danach nutzten vereinzelte Angehörige des Adelsgeschlechts von Kaltental den Titel Burggraf, die Burggrafschaft selbst hatte aber keinen Bestand mehr. 

#### Liste der Burggrafen von Kaltental
Die folgende Liste enthält die urkundlich erwähnten und auf Burg Kaltental ansässigen Burggrafen.
| Name         | nachgewiesen                                 | Anmerkung                                                                       |
| ------------ | -------------------------------------------- | ------------------------------------------------------------------------------- |
| Walter       | 1270 bis nach 1288; Burggraf spätestens 1278 | Ritter (1270);                                                                  |
| Wolfram      | um 1280                                      | Bruder Walters                                                                  |
| Marquard     | 1283 bis 1306                                | Sohn Walters                                                                    |
| Johann (I.)  | 1299 bis nach 1307                           | Ritter; Sohn Walters                                                            |
| Johann (II.) | 1313 bis 1357                                | Edelknecht; Sohn Johanns (I.); verkaufte mit seinen Brüdern 1318 Burg Kaltental |

### Weitere Entwicklung
Die Burg blieb im Besitz der Grafen von Württemberg, bis Ulrich der Vielgeliebte im Jahr 1455 Wolf von Tachenhausen für seine Dienste mit der Burg belehnte. Nach mehreren Besitzerwechseln kam die Burg schließlich zu den Herren von Remchingen.
1696 kaufte Friedrich Gottlieb von Löwenstern von den Herren von Remchingen, der Familie seiner Frau, das adelige Erblehengut zu Kaltental einschließlich Schloss Kaltental „mit allen Rechten, Gerechtigkeiten und Lasten“, dem Meier- und Mühlenhaus und Naturaleinkünften für 10 000 fl. Davon waren 5 000 fl bar zu zahlen, die Restsumme in Raten auf die herrschaftliche Eisenfaktorei zu Königsbronn. Löwenstern verkaufte das adelige Erblehengut zu Kaltental mit allen Rechten, Gerechtigkeiten und Lasten, wie er es 1696 von den Herren von Remchingen gekauft hatte, am 18. Juli 1709 an Herzog Eberhard Ludwig von Württemberg. In dem Kaufbrief von 1709 wurden zudem folgende Bedingungen aufgenommen: Das Recht der Familie Löwenstern auf Kirchenstühle und Begräbnis in der Kirche zu Möhringen auf den Fildern, die Ausbezahlung eines Schlüsselgeldes von 100 Talern oder 200 fl an Frau Loysa Gottliebe Freiin von Löwenstern geborene von Remchingen, den Verbleib des Beständers Hans Claus Martin bis zum 23. April 1710 im Mühlenhaus, sowie der im Schloss wohnenden Personen bis zum 11. November 1709 und die Übernahme des Bestandsmeiers Johannes Rueffer. Die Burg wurde 1837 abgebrochen. Von der ehemaligen Burganlage ist nichts erhalten. Auf der Burgstelle steht heute die Kirche St. Antonius.